# Vaschetto
Vaschetto is een historisch merk van motorfietsen.
Giuseppe Vaschetto uit Turijn bouwde in het begin van 1936 tot 1938 deze motorfietsen met eigen frames die met 250- en 500cc-motoren uitgerust konden worden. De motorblokken kocht hij in bij het merk Mercury.